# Øystein Bråten
Pour les articles homonymes, voir Bråten.
Øystein Bråten, né le 21 juillet 1995 à Ringerike, est un skieur acrobatique norvégien.

## Carrière
Il participe aux Jeux olympiques d'hiver de 2014, terminant dixième en slopestyle. Aux Jeux olympiques d'hiver de 2018, il est sacré champion olympique de slopestyle.